# Інститут македонської мови імені Крсте Місіркова
Інститут македонської мови імені Крсте Місіркова (мак. Институт за македонски јазик „Крсте Мисирков“) — інститут–регулятор македонської мови. Входить до складу Університету Святих Кирила і Мефодія в Скоп'є. Інститут створено в березні 1953 року з метою стандартизації македонської мови та розвитку македоністики. Також є навчальним закладом у галузі професійної підготовки й підвищення кваліфікації спеціалістів з македонської мови. Спочатку інститут працював як підрозділ філософського факультету, але згодом він оформився в окрему наукову організацію й отримав ім'я видатного діяча македонського національного відродження Крсте Мірсікова.
Директор інституту — доктор Єлена Йованова-Груйовска.

## Структура
Інститут складається з 5 відділів:
- Відділ історії македонської мови (створено словник церковнослов'янської мови)
- Відділ сучасної македонської мови (розробляє Синтаксичний словник македонських дієслів)
- Відділ діалектології (розробляє Атлас діалектів македонської мови)
- Відділ македонської лексикології і лексикографії (розробляє Тлумачний словник македонської мови, а також словник македонської народної поезії)
- Відділ ономастики (розробляє словник македонських прізвищ)

Зараз науково-дослідницьку діяльність в інституті ведуть 33 співробітники, серед яких 6 консультантів, 1 старший науковий співробітник, 1 науковий співробітник, 6 асистентів, 9 дослідників і 9 молодших наукових співробітників. 24 співробітники мають наукові степені: 9 — степінь доктора наук і 15 — степінь кандидата наук.